# Torre de Jacinto
La torre de San Jacinto (en polaco «Baszta Jacek», en bajo alemán «Kiek in de Kök») es una torre medieval situada en el centro de Gdansk, Polonia.    

## Etimología
El nombre en polaco (del que se deriva el español) hace honor al Santo Jacek Odrowąż (en español Jacinto de Polonia). El nombre en bajo alemán significa «Vista en las cocinas» dado que gracias a su altura desde la misma se podían ver las cocinas de la ciudad.

## Características
La torre, de planta ortogonal y con una altura de 36 m, fue construida a finales del siglo XIV como parte de un anillo de fortificación medieval alrededor de la Rechstadt, que constituía entonces el centro de la ciudad. La torre tiene ocho pisos y sus paredes tienen hasta dos metros y medio de espesor. A lo largo de los siglos XVII y XVIII la torre también se utilizó como almacén, como torre de observación o como prisión.

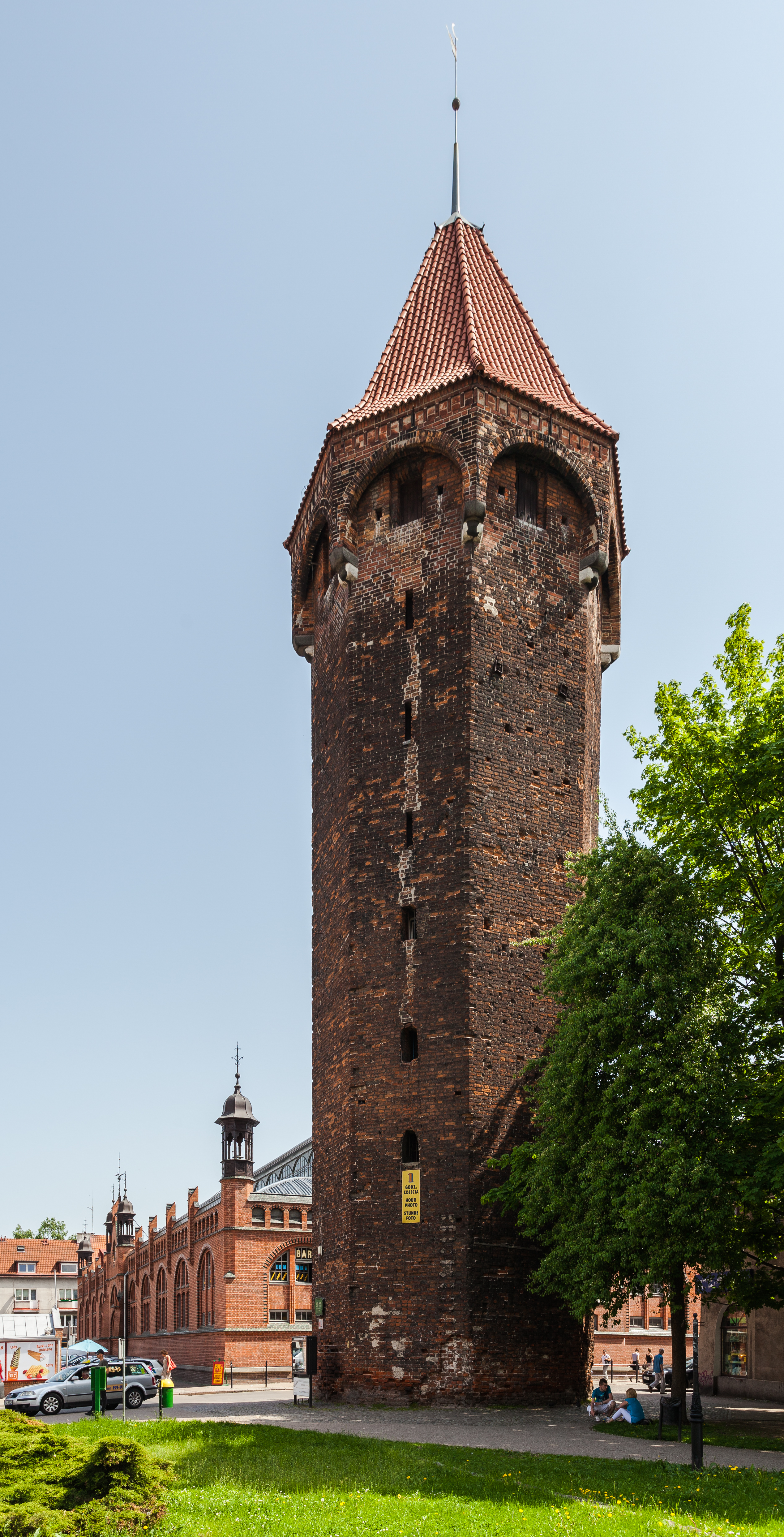
Vista de la torre.